# Imants Bleidelis
Imants Bleidelis (Riga, 1975. augusztus 16. –) lett válogatott  labdarúgó.
A lett válogatott tagjaként részt vett a 2004-es Európa-bajnokságon.

## Sikerei, díjai
Skonto Riga
- Lett bajnok (3): 1992, 1993, 1995, 1996, 1997, 1998
- Lett kupagyőztes (4): 1992, 1995, 1997, 1998

Metalurgs
- Balti-liga győztes (1): 2007